# Högsjön (Västra Vingåkers socken, Södermanland)
Högsjön är en sjö i Vingåkers kommun i Södermanland och ingår i Nyköpingsåns huvudavrinningsområde. Sjön har en area på 3,17 kvadratkilometer och ligger 50 meter över havet. Sjön avvattnas av vattendraget Nyköpingsån (Skräddartorpsån).

## Delavrinningsområde
Högsjön ingår i det delavrinningsområde (654490-149454) som SMHI kallar för Utloppet av Högsjön. Medelhöjden är 68 meter över havet och ytan är 31,89 kvadratkilometer. Räknas de 10 avrinningsområdena uppströms in blir den ackumulerade arean 424,92 kvadratkilometer. Avrinningsområdets utflöde Nyköpingsån (Skräddartorpsån) mynnar i havet. Avrinningsområdet består mestadels av skog (66 procent) och jordbruk (12 procent). Avrinningsområdet har 3,14 kvadratkilometer vattenytor vilket ger det en sjöprocent på 9,9 procent.